# Vale do Paraíso (Teresópolis)
Vale do Paraíso é um bairro de Teresópolis, cidade localizada no interior do estado do Rio de Janeiro.

## Demografia
De acordo com o Instituto Brasileiro de Geografia e Estatística (IBGE), sua população no ano de 2010 era de 2 491 habitantes, sendo 1 356 mulheres (54.4%) e 1 135 homens (45.6%), possuindo um total de 1 211 domicílios.